# Provinciale weg 413
De provinciale weg N413 loopt van de A28 bij Soesterberg naar de N237 en vanaf de N237 verder noordwaarts via Soestduinen naar Soest. De weg heeft een gebiedsontsluitende functie.
De straatnamen van deze weg zijn vanaf de A28 achtereenvolgens Richelleweg, Van Weerden Poelmanweg (beiden in Soesterberg) en Soesterbergsestraat in Soestduinen en Soest.

## Bezienswaardigheden langs deze weg
- Soester Hoogt;
- Nationaal Militair Museum;
- Park Vliegbasis Soesterberg;
- De Stompert;
- Landgoed De Paltz;
- Pompstation Soestduinen;
- Van Weerden Poelmanweg 1-3 (dubbele woning);
- Transformatorhuisje Van Weerden Poelmanweg;
- Soester Duinen (natuurgebied);
- Argus (villa);
- De Zonheuvel (voormalig sanatorium);
- Openluchttheater Cabrio;
- Boschrand (dubbel landhuis);
- De Bund (villa).

N23 · N194 · N196 · N197 · N198 · N199 · N200 · N201 · N202 · N203 · N204 · N205 · N206 · N207 · N208 · N209 · N210 · N211 · N212 · N213 · N214 · N215 · N216 · N217 · N218 · N219 · N220 · N221 · N222 · N223 · N224 · N225 · N226 · N227 · N228 · N229 · N230 · N231 · N232 · N233 · N234 · N235 · N236 · N237 · N238 · N239 · N240 · N241 · N242 · N243 · N244 · N245 · N246 · N247 · N248 · N249 · N250 · N307

N401 · N402 · N403 · N404 · N405 · N406 · N407 · N408 · N409 · N410 · N411 · N412 · N413 · N414 · N415 · N416 · N417 · N418 · N419 · N420 · N421 · N439 · N440 · N441 · N442 · N443 · N444 · N445 · N446 · N447 · N448 · N449 · N450 · N451 · N452 · N453 · N454 · N455 · N456 · N457 · N458 · N459 · N460 · N461 · N462 · N463 · N464 · N465 · N466 · N467 · N468 · N469 · N470 · N471 · N472 · N473 · N474 · N475 · N476 · N477 · N478 · N479 · N480 · N481 · N482 · N483 · N484 · N487 · N488 · N489 · N490 · N491 · N492 · N493 · N494 · N495 · N496 · N497 · N498 · N501 · N502 · N503 · N504 · N505 · N505 (Andijk) · N506 · N507 · N508 · N509 · N510 · N511 · N512 · N513 · N514 · N515 · N516 · N517 · N518 · N519 · N520 · N521 · N522 · N523 · N524 · N525 · N526 · N527 · N806 · N830 · N848

Cursief vermelde wegen zijn voormalige Provinciale wegen